# سزار جنکینز
سزار جنکینز (انگلیسی: Caesar Jenkyns؛ ۲۴ اوت ۱۸۶۶ – ۲۳ ژوئیهٔ ۱۹۴۱) یک بازیکن فوتبال اهل بریتانیا بود.
از باشگاه‌هایی که در آن بازی کرده‌است می‌توان به باشگاه فوتبال منچستر یونایتد، باشگاه فوتبال بیرمنگام سیتی، باشگاه فوتبال آرسنال، باشگاه فوتبال کاونتری سیتی، و باشگاه فوتبال والسال اشاره کرد.